# Gornje Krnjino
Gornje Krnjino (cyr. Горње Крњино) – wieś w Serbii, w okręgu pirockim, w gminie Babušnica. W 2011 roku liczyła 143 mieszkańców.